# Marek Zaionc
Marek Zaionc (ur. 16 lutego 1953) – polski matematyk, profesor nauk matematycznych. Specjalizuje się w logice obliczeniowej oraz matematyce dyskretnej. Profesor zwyczajny w Zespole Katedr i Zakładów Informatyki Matematycznej Wydziału Matematyki i Informatyki Uniwersytetu Jagiellońskiego.

## Życiorys
Świadectwo dojrzałości uzyskał w IX Liceum Ogólnokształcącym w Krakowie. Studia z matematyki ukończył na Uniwersytecie Jagiellońskim w 1977, gdzie następnie został zatrudniony i zdobywał kolejne awanse akademickie. Stopień doktorski uzyskał na Uniwersytecie Warszawskim w 1985 na podstawie pracy pt. Term grammars in typed lambda calculu, przygotowanej pod kierunkiem prof. Stanisława Waligórskiego. Habilitował się na Wydziale Filozoficznym UJ w 1993 na podstawie oceny dorobku naukowego i rozprawy pt. Representability of Functionals in Typed Lambda Calculus. Tytuł naukowy profesora nauk matematycznych otrzymał w 2006. Członek m.in. Komitetu Informatyki PAN. Poza Krakowem wykładał także w Instytucie Matematyki Uniwersytetu Śląskiego w Katowicach (2009-2013) oraz w Instytucie Technicznym Państwowej Wyższej Szkoły Zawodowej w Nowym Sączu.
Swoje prace publikował w takich czasopismach jak m.in. „Mathematical Structures in Computer Science”, „Studia Logica” „Theoretical Computer Science”, „Annals of Pure and Applied Logic", „Fundamenta Informaticae" oraz „Information and Computation”.